# 越位陷阱 (馬)
越位陷阱（日语：オフサイドトラップ），是日本純種競賽馬匹。生涯活躍於中距離賽事，曾於1998年以8歲（現7歲）之齡勝出秋季天皇賞，成爲當時制霸一級賽的最年長賽駒。

## 出賽前
1991年出生於北海道新冠町村本牧場，成長途中被馬主渡邊隆購入。
其後交由美浦訓練中心練馬師加藤修甫訓練。

## 競賽生涯

### 3歲（現2歲）
1993年12月11月出戰中山競馬場3歲新馬戰，於其中獲得第二。
其後出戰另外一場3歲新馬戰，選擇先行戰術保持於第二的位置下最最後關頭被對手超越，再度第二完賽。

### 4歲（現3歲）
1994年1月16日出戰4歲未勝利戰，採用領放戰術下成功一放到底，最終以1 1/4馬位優勢取得首勝。
其後出戰非洲堇賞，比賽初段處於先頭位置追走下於通過彎道後稍微墮後，進入直路後隨即重新加速並跑出全場最快末腳，最終拉開對手2 1/2馬位再度獲勝。
3月19日若葉錦標，於其中再度以領放的姿態擊敗Air Dublin等有力對手，成功奪得三連勝。
然而其後出戰皋月賞及東京優駿（日本打吡），狀態突然下滑之下未能發揮原本的水準，最終分別以第七及第八落敗。
7月3日出戰短波電台賞，於其中未能最大程度加速下僅獲得第四，賽後更被發現右邊前腳患有肌腱炎需要進入休養。
12月17日於十二月錦標復出，採用先行戰術下於直路發揮不俗的表現，最終跑獲一席第三。

### 5歲（現4歲）
1995年年初以東部金盃作爲年度首戰，但於直路失速之下不斷後退，最終以第八落敗。
其後出戰情人節錦標，比賽初段一直保持於先頭位置，進入直路以優秀的反應繼續加速，最終奪得暌違11個月的勝利。
然而賽後其肌腱炎症狀復發，迫不得已下需要再度休養。
休養完成後於12月16日出戰十二月錦標，採用先行戰術下於第三彎道時候稍微墮後保留體力，於直路上再度展開加速下以第三完賽。
完成十二月錦標後陣營認爲其狀態未完全恢復，因而決定安排其回歸休養並接受治療。

### 6歲（現5歲）
1996年於秋季復出，出戰富士錦標及十二月錦標兩場賽事，於其中奪得一亞一第四的不俗戰績。

### 7歲（現6歲）
1997年其繼續於分級賽及公開賽之中戰績，然而於春季出戰六戰獲得兩亞兩季的戰績，但仍然未能掄元做出突破。
更甚的是，其於5月的葉森盃後第三度被發現肌腱炎的症狀，此時陣營考慮其狀態及年齡人數，原本有意安排其退役。但於練馬師加藤修甫對其實力的信任及極力勸說之下，最終退役計劃被擱置，同時其亦進入休養狀態以確保其病徵得以大程度康復。

### 8歲（現7歲）
1998年年初復出，並於東風錦標、韓國馬事會盃及新潟大賞典中以回勇的姿態奪得三連亞。
6月6日出戰葉森盃，比賽初段選擇於中團位置追趕，並於通過第二彎道後開始發力，但仍然未能贏過對手下以第三完賽。
其後出戰七夕賞，比賽初段再度使用居中戰術於約莫第七的位置等待時機，進入直路後隨即開始加速並跑出後600米35.6秒的末腳速度，於最後關頭成功超越領放的Taiki Flash，以頸位優勢奪得時隔3年5個月的冠軍，亦爲其首個分級賽優勝。
8月30日出戰新潟紀念，賽前獲得第一人氣。比賽開始後，其於較後第十一左右的位置逐步推進，進入直路後再度爆發出末腳，最終以鼻位優秀壓贏對手取得分級賽連勝。
11月1日乘勢出戰秋季天皇賞，於強敵雲集的局面下奪得第六人氣。比賽開始後，前方由無聲鈴鹿快放帶出，而越位陷阱則於第三的位置追趕對手推進。通過第三彎道時，雖然前方的無聲鈴鹿經已帶離後方約莫10馬位，但越位陷阱仍然保持冷靜以自身的節奏前進。接近第四彎道時，前方的無聲鈴鹿突然失速並向外逸走，騎師柴田善臣趁機指揮其閃入內欄位置以最短路程加速進入直路，並於直路上成功阻止後方黃金旅程的攻勢，最終拉開對手1馬位下奪得首個一級賽冠軍。
稍作休整後出戰12月的有馬紀念，但在直路上失速下最終以第十完賽。
賽後陣營亦宣佈安排其退役的消息，並於1999年1月14日取消日本中央競馬會的註冊。

### 詳細賽績
| 日期       | 舉辦國家 | 馬場 | 距離   | 級別 | 賽事名稱       | 負重 | 騎師     | 馬號 | 出馬 | 名次 | 時間   | 頭馬（二馬）        |
| ---------- | -------- | ---- | ------ | ---- | -------------- | ---- | -------- | ---- | ---- | ---- | ------ | ------------------- |
| 11/12/1993 | 日本     | 中山 | 草1600 |      | 3歲新馬        | 54   | 中館英二 | 6    | 16   | 2    | 1:37.7 | Maple Heart         |
| 25/12/1993 | 日本     | 中山 | 草2000 |      | 3歲新馬        | 54   | 安田富男 | 11   | 18   | 2    | 2:03.5 | Run Forte           |
| 16/1/1994  | 日本     | 中山 | 泥1800 |      | 4歲未勝利      | 55   | 安田富男 | 1    | 16   | 1    | 1:56.2 | （Chitose Z.）      |
| 31/1/1994  | 日本     | 東京 | 草1800 |      | 非洲堇賞       | 55   | 安田富男 | 3    | 15   | 1    | 1:48.3 | （Chokai Carol）    |
| 19/3/1994  | 日本     | 中山 | 草2000 | OP   | 若葉錦標       | 56   | 安田富男 | 6    | 16   | 1    | 2:02.7 | （Tony the Prince） |
| 17/4/1994  | 日本     | 中山 | 草2000 | GI   | 皋月賞         | 57   | 安田富男 | 15   | 18   | 7    | 2:00.6 | 成田拜仁            |
| 29/5/1994  | 日本     | 東京 | 草2400 | GI   | 東京優駿       | 57   | 安田富男 | 6    | 18   | 8    | 2:27.8 | 成田拜仁            |
| 3/7/1994   | 日本     | 福島 | 草1800 | GIII | 短波電台賞     | 55   | 安田富男 | 11   | 12   | 4    | 1:49.9 | Yashima Sovereign   |
| 17/12/1994 | 日本     | 中山 | 草2000 | OP   | 十二月錦標     | 54   | 安田富男 | 3    | 11   | 3    | 2:01.1 | Nakami Andes        |
| 5/1/1995   | 日本     | 中山 | 草2000 | GIII | 東部金盃       | 54   | 安田富男 | 4    | 16   | 8    | 2:01.8 | 櫻花桂冠            |
| 11/2/1995  | 日本     | 東京 | 草1800 | OP   | 情人節錦標     | 54   | 安田富男 | 4    | 8    | 1    | 1:47.3 | （Mermaid Tavern）  |
| 16/12/1995 | 日本     | 中山 | 草2400 | OP   | 十二月錦標     | 56   | 加藤和宏 | 3    | 14   | 3    | 2:01.2 | 礦橋                |
| 16/11/1996 | 日本     | 東京 | 草1800 | OP   | 富士錦標       | 57   | 安田富男 | 5    | 12   | 4    | 1:48.6 | 新光王              |
| 14/12/1996 | 日本     | 中山 | 草2000 | OP   | 十二月錦標     | 56   | 安田富男 | 9    | 14   | 2    | 2:03.0 | King of Daiya       |
| 19/1/1997  | 日本     | 中山 | 草2200 | GII  | 美國賽馬會盃   | 57   | 安田富男 | 4    | 9    | 4    | 2:15.1 | 羅生武士            |
| 2/2/1997   | 日本     | 東京 | 草1600 | GIII | 東京新聞盃     | 54   | 安田富男 | 10   | 11   | 3    | 1:34.0 | Best Tie Up         |
| 9/3/1997   | 日本     | 中山 | 草1800 | GII  | 中山紀念       | 57   | 安田富男 | 9    | 9    | 2    | 1:48.9 | King of Daiya       |
| 5/4/1997   | 日本     | 中山 | 草1600 | GIII | 打吡公爵挑戰盃 | 57   | 安田富男 | 1    | 13   | 2    | 1:35.7 | 皇家鈴鹿            |
| 4/5/1997   | 日本     | 京都 | 草1600 | OP   | 都大路錦標     | 56   | 安田富男 | 10   | 12   | 3    | 1:35.0 | Namura Holmes       |
| 31/5/1997  | 日本     | 東京 | 草1800 | GIII | 葉森盃         | 57   | 安田富男 | 4    | 13   | 6    | 1:47.0 | Taiki Marshal       |
| 22/3/1998  | 日本     | 中山 | 草1600 | OP   | 東風錦標       | 56   | 安田富男 | 7    | 10   | 2    | 1:36.3 | Keiwan Viking       |
| 4/4/1998   | 日本     | 中山 | 草1800 | OP   | 韓國馬事會盃   | 56   | 安田富男 | 2    | 9    | 2    | 1:47.3 | Jealous Guy         |
| 17/5/1998  | 日本     | 新潟 | 草2000 | GIII | 新潟大賞典     | 56   | 安田富男 | 2    | 14   | 2    | 1:58.5 | 沉默獵人            |
| 6/6/1998   | 日本     | 東京 | 草1800 | GIII | 葉森盃         | 57   | 安田富男 | 12   | 17   | 3    | 1:48.3 | Tsukuba Symphony    |
| 11/7/1998  | 日本     | 福島 | 草2000 | GIII | 七夕賞         | 57   | 蛯名正義 | 9    | 16   | 1    | 1:59.2 | （Taiki Flash）     |
| 30/8/1998  | 日本     | 新潟 | 草2000 | GIII | 新潟紀念       | 58   | 蛯名正義 | 14   | 15   | 1    | 2:00.6 | （Bravo Green）     |
| 1/11/1998  | 日本     | 東京 | 草2000 | GI   | 秋季天皇賞     | 58   | 柴田善臣 | 6    | 12   | 1    | 1:59.3 | （黃金旅程）        |
| 27/12/1998 | 日本     | 中山 | 草2500 | GI   | 有馬紀念       | 56   | 蛯名正義 | 6    | 16   | 10   | 2:33.2 | 草上飛              |

## 退役後
退役後，越位陷阱成爲了配種馬，於北海道門別町（今日高町）育馬者Stallion Station休養，在1999年進行配種，首批子嗣於2000年出生。首批子嗣可於2002年出賽。
2003年由配種馬退役，前往同町的日高肯塔基牧場作爲乘騎馬使用。
2008年於日高肯塔基牧場經營不善關閉後由乘騎馬退役，被轉移至到北海道新冠町明和牧場以功勞馬身份進行養老生活。
2011年8月29日，其因腸臟疾病死亡，享年20歲。

## 血統簡介
父系爲愛爾蘭生產的意大利賽駒東來兵，曾勝出凱旋門大賽，退役後於日本配種，和週日寧靜及百仁時間被一同稱爲改變日本賽馬的三匹種馬。祖父Kampala爲英國賽駒，生涯戰績不俗，曾勝出三級賽。
母系Toko Carol爲日本賽駒，生涯戰績不佳僅得一勝。外祖父Hospitality爲日本賽駒，生涯戰績不俗，曾勝出聖烈特紀念。

### 血統表
| 父線：Zeddaan系（Grey Sovereign系）           |                              |               |               |
| 種馬 東來兵 1983年（棗色）                    | Kampala 1976年（栗色）       | Kalamoun      | Zeddaan       |
| 種馬 東來兵 1983年（棗色）                    | Kampala 1976年（栗色）       | Kalamoun      | Khairunissa   |
| 種馬 東來兵 1983年（棗色）                    | Kampala 1976年（栗色）       | State Pension | Only for Life |
| 種馬 東來兵 1983年（棗色）                    | Kampala 1976年（栗色）       | State Pension | Lorelei       |
| 種馬 東來兵 1983年（棗色）                    | Severn Bridge 1965年（棗色） | Hornbeam      | Hyperion      |
| 種馬 東來兵 1983年（棗色）                    | Severn Bridge 1965年（棗色） | Hornbeam      | Thicket       |
| 種馬 東來兵 1983年（棗色）                    | Severn Bridge 1965年（棗色） | Priddy Fair   | Preciptic     |
| 種馬 東來兵 1983年（棗色）                    | Severn Bridge 1965年（棗色） | Priddy Fair   | Campanette    |
| 繁殖雌馬 Toko Carol 1987年（棗色）            | Hospitality 1979年（深棗色） | Tudenham      | Tudor Melody  |
| 繁殖雌馬 Toko Carol 1987年（棗色）            | Hospitality 1979年（深棗色） | Tudenham      | Heath Rose    |
| 繁殖雌馬 Toko Carol 1987年（棗色）            | Hospitality 1979年（深棗色） | Toko Popo     | Iron Liege    |
| 繁殖雌馬 Toko Carol 1987年（棗色）            | Hospitality 1979年（深棗色） | Toko Popo     | Fujichiyo     |
| 繁殖雌馬 Toko Carol 1987年（棗色）            | Miyo Toko 1970年（深棗色）   | Moutiers      | Sicambre      |
| 繁殖雌馬 Toko Carol 1987年（棗色）            | Miyo Toko 1970年（深棗色）   | Moutiers      | Ballynash     |
| 繁殖雌馬 Toko Carol 1987年（棗色）            | Miyo Toko 1970年（深棗色）   | Chitose Hope  | Rising Flame  |
| 繁殖雌馬 Toko Carol 1987年（棗色）            | Miyo Toko 1970年（深棗色）   | Chitose Hope  | Everest       |
| 雌系：號族：7-c                               |                              |               |               |
| 五代內近親交配：Prince Bio 5×5、Nasrullah 5×5 |                              |               |               |

## 命名由來
名字Offside Trap（オフサイドトラップ），即是同名的足球戰術越位陷阱。

## 外部連結
- 越位陷阱 netkeiba.com （页面存档备份，存于）
- 血統表 （页面存档备份，存于）